# Irene (chanteuse)
Pour les articles homonymes, voir Irène.
Bae Ju-hyeon (coréen : 배주현), dite Irene (coréen : 아이린), née le 29 mars 1991, est une chanteuse, présentatrice télé et actrice sud-coréenne. Elle est la leader du girl group sud-coréen Red Velvet.

## Jeunesse
Irene est née à Daegu en Corée du Sud,. Elle a fréquenté l'Haknam High School à Daegu. Elle a rejoint SM Entertainment en 2009 où elle s'est entraînée pendant cinq ans.

## Carrière

### Prédébuts et SM Rookies
En 2013, Irene a été présentée comme une membre du groupe de prédébutants de SM Entertainment, SM Rookies. Elle a fait une apparition dans le vidéoclip de la chanson "1-4-3" de son camarade de label Henry Lau.
Plusieurs vidéos d'Irene sont sorties sur la chaîne YouTube officielle de SM Entertainment, dont l'une était elle et Seulgi dansant sur "Be Natural", une chanson d'un autre groupe de l'agence nommé S.E.S.

### Depuis 2014: Red Velvet et activités solo
Le 1er août 2014, Irene a débuté en tant que leader du groupe Red Velvet. En novembre, elle apparaît dans le vidéoclip du single de Kyuhyun, "At Gwanghwamun".
De mai 2015 à juin 2016, Irene a présenté le Music Bank aux côtés de l'acteur Park Bo-gum. Ils ont tous les deux gagné en attention grâce à leur alchimie et leurs talents de chanteur et de présentateur. La presse a déclaré que c'était l'un des meilleurs duos de l'histoire de l'émission.
En juillet 2016, Irene a fait ses débuts en tant qu'actrice en jouant dans le web drama The Female Employees of a Game Company. Le 14 octobre, elle est devenue présentatrice de l'émission de mode d'OnStyle Laundry Day. L'émission a été diffusée pour la première fois le 22 octobre 2016. Lors du même mois, elle est devenue membre du panel de l'émission Trick & True de KBS avec Wendy.
Irene a aussi été l'égérie de plusieurs marques et produits. En dehors de ses promotions avec Red Velvet, elle est aussi devenue mannequin pour Ivy Club avec ses camarades de label EXO en 2015. En 2016, elle est devenue l'égérie de la marque de café Maxwell House[réf. nécessaire].
En 2018, elle subit une vague de harcèlement en ligne pour avoir affirmé avoir lu le roman Kim Jiyoung, née en 1982 de Cho Nam-joo, un roman qui a suscité des polémiques en Corée du sud pour son caractère féministe.

## Discographie

### Mini-album (EP)
| Année | Titre         | Détails | Classements | Ventes                |
| Année | Titre         | Détails | COR         | Ventes                |
| ----- | ------------- | --- | ----------- | --------------------- |
| 2024  | Like A Flower | - Date de sortie : 26 novembre 2024 - Label : SM Entertainment - Formats : CD, téléchargement numérique, streaming | 1           | COR : plus de 363 000 |

### Singles
| Année                                                      | Titre         | Classement | Album         |
| Année                                                      | Titre         | COR        | Album         |
| ---------------------------------------------------------- | ------------- | ---------- | ------------- |
| 2024                                                       | Like A Flower | 109        | Like A Flower |
| "—" indique que le single ne s'est pas classé dans ce pays |               |            |               |

## Filmographie

### Films
| Année | Titre        | Titre original | Réalisateur     | Rôle        | Note(s)         | Réf.   |
| ----- | ------------ | -------------- | --------------- | ----------- | --------------- | ------ |
| 2021  | Double Patty | 더블패티       | Baek Seung-hwan | Lee Hyun-ji | Rôle principale | [ 20 ] |

### Séries
| Année | Titre                              | Titre original    | Chaîne   | Rôle    | Note(s)         | Réf.   |
| ----- | ---------------------------------- | ----------------- | -------- | ------- | --------------- | ------ |
| 2016  | Female Employees of a Game Company | 게임회사 여직원들 | Naver TV | Ah-reum | Rôle principale | [ 21 ] |

## Émissions

### Émissions télévisées
| Année     | Titre                    | Chaîne  | Rôle            | Notes                                                     |
| --------- | ------------------------ | ------- | --------------- | --------------------------------------------------------- |
| 2014      | Quiz To Change The World | MBC     | Invitée         | avec Wendy                                                |
| 2014      | Let's Go! Dream Team     | KBS2    | Participante    | Girl Group Bubble Suit Championship; avec Seulgi et Wendy |
| 2015      | Star King                | SBS     | Invitée         | avec Joy                                                  |
| 2015-2016 | Music Bank               | KBS2    | Présentatrice   | avec Park Bo-gum                                          |
| 2016      | Hello Counselor          | KBS     | Invitée         | avec Wendy                                                |
| 2016      | Knowing Bros             | JTBC    | Invitée         | Episode 29, avec Jonghyun                                 |
| 2016      | My SMT                   | Youku   | Invitée         | Episode 1, avec Wendy                                     |
| 2016      | Hello Korean             | KBS     | Invitée         | Episode 1-2                                               |
| 2016      | Trick & True             | KBS     | Membre du panel | Episodes 1-4, avec Wendy                                  |
| 2016      | Radio Star               | MBC     | Invitée         | Episode 504                                               |
| 2016-2017 | Laundry Day              | OnStyle | Présentatrice   | 12 épisodes                                               |

### Vidéoclips
| Année | Titre                | Artiste | Note   |
| ----- | -------------------- | ------- | ------ |
| 2013  | "1-4-3 (I Love You)" | Henry   | [ 24 ] |
| 2014  | "At Gwanghwamun"     | Kyuhyun | [ 25 ] |